# Biernacice (Dolnoslezské vojvodství)
Biernacice (německy Bernsdorf) je vesnice v Dolnoslezském vojvodství v Polsku. Je součástí městsko-vesnické gminy  Ziębice v okrese Ząbkowice Śląskie. Leží přibližně 4 km jihozápadně od města Ziębice.